# 莊元明
莊元明（1919年11月—2013年2月20日），上海人，是中國中医骨伤科专家、武术家，「练功十八法」創始人。

## 生平
1940年代時，隨武術家暨骨伤科专家王子平学习武术和医术。1967年起，在上海东昌路地段医院工作，曾當過该院的中医推拿科负责人。
在1970年代時，莊元明創編了练功十八法，1975年正式對外推廣。至今該套功法已普及至數十个国家地區，著名練習者包括香港瑞安集團董事長羅康瑞。  2009年6月，练功十八法入選上海市非物质文化遗产名录，莊元明的兒子莊建申被命名為代表性傳承人。
莊元明曾擔任黄浦区第七届人民代表大会代表和第七届人民代表大会常务委员会委员，上海市练功十八法协会会长。
2013年2月20日，逝世。